# Melissa Straker
Melissa Straker-Taylor (sinh ngày 23 tháng 1 năm 1976) là một nữ vận động viên điền kinh và người chạy nước rút đã nghỉ hưu từ Barbados, người đã hai lần đại diện cho quê hương của mình tại Thế vận hội Mùa hè: 1996 và 2000. Cô đã giành được huy chương đồng trong cuộc thi tiếp sức 4x400 mét của phụ nữ tại Đại hội Thể thao Pan American 1999, cùng với Joanne Durant, Andrea Blackett và Tanya Oxley. 